# Llista d'accidents geogràfics a Cal·listo
Aquesta és una llista dels accidents geogràfics del tercer satèl·lit més gran del sistema solar, Cal·listo.

## Catenes
Les catenes de Cal·listo prenen el seu nom per rius de la mitologia nòrdica
| Catena            | Mitologia  |
| ----------------- | ---------- |
| Eikin Catena      | Eikin      |
| Fimbulthul Catena | Fimbulthul |
| Geirvimul Catena  | Geirvimul  |
| Gipul Catena      | Gipul      |
| Gomul Catena      | Gomul      |
| Gunntro Catena    | Gunntro    |
| Sid Catena        | Sid        |
| Svol Catena       | Svol       |

## Estructures anellades
Els enormes conjunts de cràters d'impacte, són anomenats igual que els habitatges dels déus a la mitologia nòrdica 
| Accident | Mitologia          |
| -------- | ------------------ |
| Adlinda  | Adlinda (Inuit)    |
| Asgard   | Asgard (Nòrdica)   |
| Utgard   | Utgard (Nòrdica)   |
| Valhalla | Valhalla (Nòrdica) |